# Anton Zwerina
Anton Zwerina (ur. 7 czerwca 1900, zm. 19 maja 1973) – austriacki sztangista. Srebrny medalista olimpijski z Paryża 1924 w kategorii do 67,5 kg. Drugi w podrzucie, szósty w rwaniu i wyciskaniu, siódmy w podrzucie jednorącz i pierwszy w rwaniu jednorącz, gdzie ustanowił rekord świata. Łącznie uzyskał 427,5 kg.